# Lars Gösta Lundberg
LG Lundberg, född 9 september 1938 i Limhamn, Malmö, är en svensk målare.
1945 flyttade familjen till  Saltsjöbaden utanför Stockholm. Han är systerson till Skånekonstnären CO Hultén och arbetade efter studentexamen 5 år på reklambyråer och hade 1966 sin första separatutställning på Galleri Karlsson i Stockholm. Han studerade även konsthistoria vid Stockholms Högskola 1966.
LG nominerades till 2014 års Carnegie Art Award och blev uttagen till att deltaga i den slutliga utställningen. Han finns representerad vid drygt 20 museer i landet, bl.a. Moderna Museet, Stockholm, Norrköpings konstmuseum, Örebro läns landsting och Magasin III Museum & Foundation for Contemporary Art, Stockholm.